# Cửa Tư Hiền

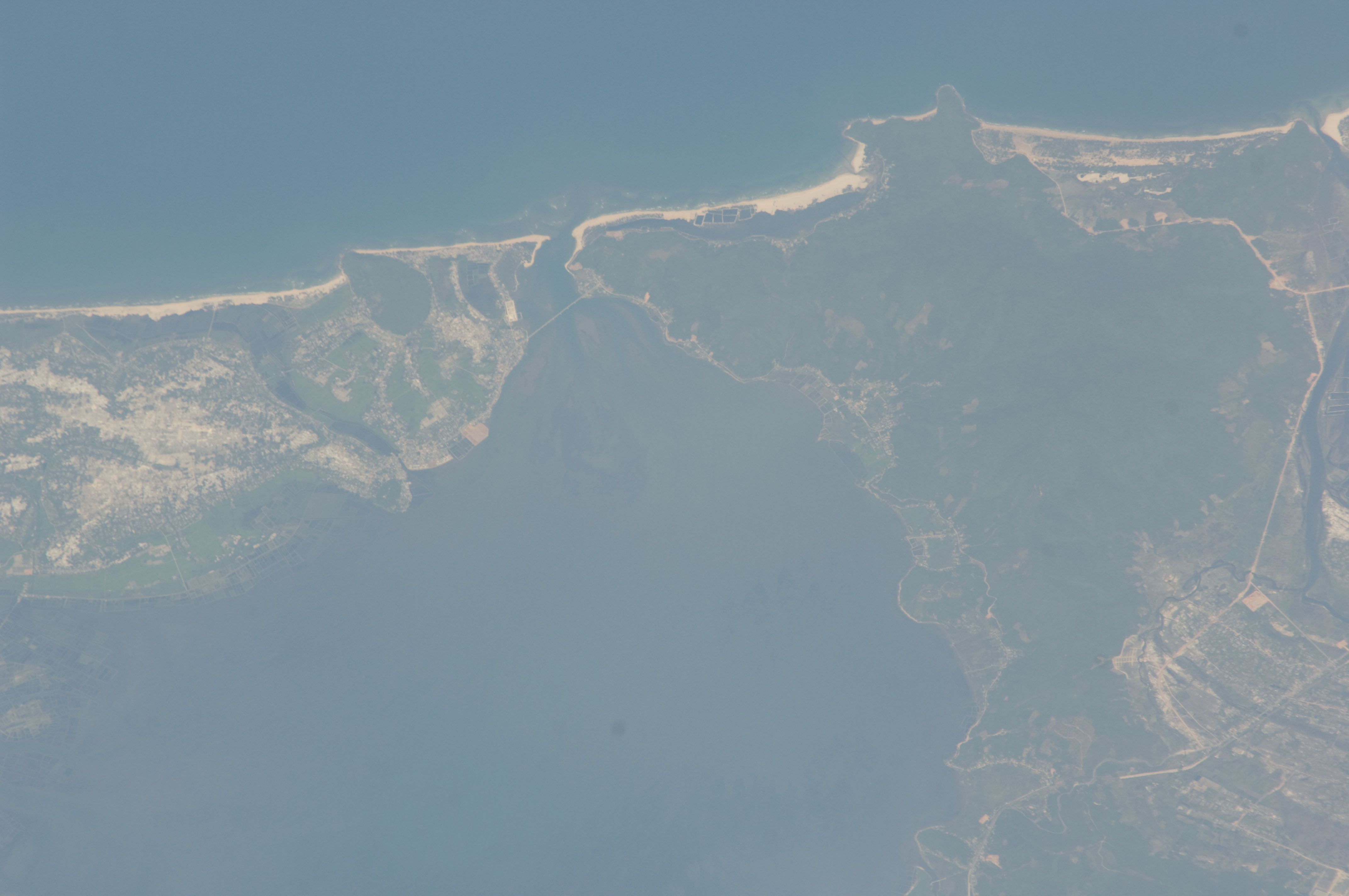
Không ảnh cửa Tư Hiền

Cửa Tư Hiền, tục gọi là cửa Ông hay cửa Biện là cửa biển thông đầm Cầu Hai với Biển Đông. Đây là một trong hai cửa biển chính của hệ đầm phá Tam Giang-Cầu Hai của Việt Nam. Cửa Tư Hiền nằm giữa hai xã Vinh Hiền và Lộc Bình, huyện Phú Lộc, thành phố Huế.
Cửa biển này từ thời Nhà Lý sử Việt Nam đã nhắc đến dưới tên "cửa Ô Long". Đời vua Trần Nhân Tông Nhà Trần thì đổi thành "cửa Tư Dung". Sang thời Nhà Mạc vì kiêng tên vua Mạc Thái Tổ nên gọi là "cửa Tư Khách". Nhà Lê vẫn dùng tên "Tư Dung". Địa danh "Tư Hiền" thì mãi đến triều Thiệu Trị (Thiệu Trị) mới đặt.
Tại khu vực này có nhiều khu du lịch sinh thái như núi Bạch Mã, núi Túy Vân, núi Linh Thái,... cách biển Lăng Cô và cảng Chân Mây về hướng vào Đà Nẵng chừng 25 km.

## Cửa Tư Hiền và văn học Việt Nam
Vì là một cửa biển lớn của xứ Thuận Hóa nên cửa Tư Hiền đã có mặt trong văn học Việt Nam. Vua Thiệu Trị cho liệt núi Túy Vân ở cửa biển Tư Hiền thứ 9 trong 20 thắng cảnh đất Thần Kinh (宸京二十景).
Danh thần Đào Duy Từ cũng đã mượn cửa Tư Hiền làm đề tài ca tụng công nghiệp Chúa Nguyễn trong bài Tư Dung vãn, một áng văn Nôm quan trọng của thế kỷ XVII.

## Cửa Tư Hiền dấu ấn của tự nhiên và lịch sử
Hệ đầm phá Tam Giang- Cầu Hai có tổng diện tích mặt nước khoảng 21.600 ha; nằm trong tọa độ địa lý 16 độ 14 phút VB đến 16 độ 42 phút VB và từ 107 độ 22 phút KĐ đến 107 độ 57 phút KĐ, kéo dài 68 km dọc theo địa phận của 5 huyện: Phong Điền, Quảng Điền, Hương Trà, Phú Vang, Phú Lộc.
Thừa Thiên- Huế có dải cát chắn sóng ven biển nằm phía ngoài phá Tam Giang- Cầu Hai dài 102 km.(tính từ cửa Việt  đến mũi Chân Mây Tây). Còn bờ biển Thừa Thiên Huế từ xã Điền Hương đến Bãi Chuối dưới chân đèo Hải Vân dài 105 km.
Dải cát từ cửa Việt (Quảng Trị) đến Thuận An dài 60 km, bề rộng trung bình là 4,5 km, độ cao TB là 10m, chỗ cao nhất là 32m; địa hình hẹp và cao dần về phía Thuận An.
Dải cát từ Thuận An đến Linh Thái dài 37 km, bề rộng trung bình là 2 km,  cao trung bình 10m, chỗ cao nhất là 20m, địa hình hẹp đần về phía Thuận An.
Dải cát từ Linh Thái đến mũi Chân Mây Tây dài 5 km, rộng trung bình 300m, cao trung bình 2,5m.
Hệ đầm phá Tam Giang-Cầu Hai, theo các nhà Địa chất, Địa mạo, được hình thành từ thời Holoxen muộn,  do những đê cát (tuổi Holoxen) ven biển nổi cao lên tạo thành Đại Trường Sa (Dải cát ven biển từ cửa Việt đến mũi Chân Mây Tây). Lúc mới hình thành, diện tích Tam Giang-Cầu Hai rất rộng gồm cả một phần của huyện Hải Lăng (Quảng Trị). Cả hệ đầm phá lúc ấy có 2 cửa biển,một ở Thuận An, một ở Vinh Hải (nay là Giang Hải). Khi dải cát ấy nối liền với nhau thành một thì chỉ có 1 cửa biển duy nhất ở Vinh Hải. Việc hình thành và phát triển của hệ đầm phá Tam Giang-Cầu Hai có thể chia làm 3 giai đoạn như sau:
Lúc đầu, nổi lên một dãy đảo cát ven biển, dần dần do quá trình bồi tụ, các đảo cát ấy nối liền với nhau chỉ còn lại 2 chỗ thông ra biển là ở Thai Dương (Cửa Thuận An cổ) và Vinh Hải (Cửa Ma Á- Mỹ Á). Như vậy ở ven biển có 2 dải cát. Một dải từ cửa Việt tới Thai Dương, một dải từ Phú Thuận tới Linh Thái.
Sau một quá trình lâu dài do dòng biển ven bờ bồi tích rất mạnh mang cát từ phía cửa Việt vào  làm lấp kín cửa Thai Dương cao tới 20m. Cửa Vinh Hải cũng bị bồi lấp và mở ra cửa khác ở Vinh Hiền. Sự kiện này làm cho hệ đầm phá Tam giang-Cầu Hai chỉ có một cửa biển duy nhất. Hai dải cát chắn sóng phía ngoài Tam Giang Cầu Hai thành một dải kéo dài từ cửa Việt đến Linh Thái. Sự việc nầy xảy ra trước năm 1404, cụ thể vào năm nào chưa rõ, nhưng thư tịch cổ có ghi là từ trước 1403-1404 cửa Thái Dương đã bị lấp kín, cửa Tư Hiền ra đời thay thế cho cửa Vinh Hải bị lấp. Như vậy,Tam Giang- Cầu Hai chỉ có một cửa duy nhất là cửa Tư Hiền. Sông Hương từ Huế chia làm hai nhánh đổ nước về đầm Cầu Hai để thoát ra biển bằng cửa Tư Hiền. Nhánh chính  theo sông PhúCamchảy về sông Đại Giang hòa vào đầm Cầu Hai. Nhánh phụ  theo hướng đông-bắc về phíaThuận An chảy về đầm Sam - An Truyền, Hà Trung và cũng hòa vào đầm Cầu Hai. Về sau, sông Phú Cam cạn dần, không còn là dòng chảy chính của sông Hương thì nhánh chảy về hướng đông- bắc (về phía Thuận An) trở thành dòng chính chảy về đầm Cầu Hai để đổ ra biển qua cửa Tư Hiền. Sau nầy, trên dòng cũ của sông Phú Cam, người ta đào lại thành sông An Cựu.
Do phía nam đầm Thủy Tú hình thành nhiều còn cát cạn cản trở dòng chảy nên lũ lớn năm 1404 xé cồn cát ở Thuận an để thoát ra biển tạo thành cửa Thuận An. Như vậy, từ năm 1404 trở đi, Tam Giang - Cầu Hai có 2 cửa biển. Thuận An là cửa chính, Tư Hiền là cửa phụ (dựa vào khối lượng nước thoát ra biển), và dải đê cát ven biển lại cắt thành 2 như lúc mới hình thành.
Hệ đầm phá Tam Giang- Cầu Hai bao gồm: Phá Tam Giang, đầm Sam - An Truyền, đầm Hà Trung, đầm Thủy Tú, đầm Cầu Hai.
Đầm Cầu Hai có diện tích lớn nhất, rộng 11.200 ha, hình bán nguyệt, vòng cung hướng về phía Quốc lộ 1, chỗ rộng nhất lên tới 6 km (Đá Bạc- Túy Vân), từ đầm Thủy Tú đến Vĩnh Phong (núi Rẫm) 11 km, từ cửa sông Đại Giang đến đèo Phước Tượng 17 km,  sâu trung bình từ 1 đến 1,5 m, có chỗ sâu nhất trên 2 m. Kể từ khi có có Thuận An (1404), Tư Hiền thành cửa phụ nên đầm Cầu Hai bị phù sa bồi  nông trung bình 1mm đến 1,4mm mỗi năm.
Trong đề tài nghiên cứu  hệ đầm phá Tam Giang - Cầu Hai của 4 tác giả Trần Đức Thạnh, Nguyễn Hữu Cử, Nguyễn Chu Hồi, Nguyễn Văn Tiến công bố ở "Nghiên cứu Huế Tập 3-2002" đã có sự nhầm lẫn nghiêm trọng trong cách gọi tên cửa biển Tư Hiền ở vị trí Vinh Hiền và Lộc Bình! Các tác giả ấy gọi một cửa là Tư Hiền, một cửa là Lộc Thủy. Tôi khẳng định, từ xa xưa cho đến nay, nước từ đầm Cầu Hai thoát ra biển không hề qua của biển nào có tên là của Lộc Thủy cả và nước từ đầm Cầu Hai không thể chảy qua trên địa phận xã Lộc thủy được để  goi nó là cửa Lộc Thủy. Một số thư tịch ghi "cửa biển sát mũi Chân Mây Tây, Lộc Thủy." Cần hiểu rằng: Mũi Chân Mây Tây thuộc Lộc Thủy chứ không phải cửa biển nằm ở địa phận xã Lộc Thủy. Huyện Phú Lộc có 2 mũi Chân Mây. Chân Mây Đông là chỗ Cảng Chân Mây hiện nay.  Chân Mây Tây là nơi hiện nay có những công trình xây dựng của khu nghỉ dưỡng cao cấp nước ngoài đầu tư. Có ai tự gọi cửa biển ấy là cửa Vĩnh Phong đâu mặc dù có tư liệu cổ có ghi " cửa biển gần núi Vĩnh Phong?" Vì cửa Tư Hiền luôn thay đổi vị trí, hai vị trí cách nhau khoảng 3 km. Cửa Tư Hiền ở vị trí gần chân núi Phụ An (núi Đồng Đò), dân địa phương gọi là cửa Mới.còn cửa Tư Hiền ở vị trí gần núi Vĩnh Phong, sát mũi Chân Mây Tây thì gọi là cửa Cũ. Vùng cửa Cũ trước thuộc xã Vinh Hiền, khi xã Lộc Bình thành lập (sau 1975) thì thuộc xã Lộc Bình. Vì lẽ đó, gần đây  có người tự gọi cửa Cũ ấy là cửa Lộc Bình! Trong các cách gọi trên thì gọi cửa Lộc Thủy là sai hoàn toàn, gọi cửa Lộc Bình là dựa vào tên địa phương có cửa biển mới dùng gần đây chưa phổ biến, gọi cửa Cũ là cách gọi dân gian phổ biến từ lâu đời. Vậy Thế nào là cũ, thế nào là mới,  vì  2 vị trí này thay nhau lấp mở nhiều lần!
Tôi tạm gọi cửa Tư Hiền ở vị trí phía trên, gần núi Phụ An (núi Đồng Đò) là cửa Tư Hiền trên; cửa Tư Hiền ở vị trí phía dưới, gần núi Vĩnh Phong, sát mũi Chân Mây Tây là cửa Tư Hiền dưới để tránh lẫn lộn, nhầm lẫn đối với người đọc.
- Thời còn thuộc Chăm Pa (1306 trở về trước), đầm Cầu Hai có tên là đầm Ô Long nên cửa biển có tên Ô Long hải khẩu. Trong kháng chiến chống Mông Nguyên lần thứ 2 (1284-1285), 10 vạn quân giặc do Toa Đô chỉ huy sau khi không khuất phục được Chiêm Thành đã lui quân vào cửa Ô Long đóng ở vùng đầm Ô Long để làm gọng kìm tấn công mặt nam Đại Việt, lúc Thoát Hoan đánh Đại Việt từ phía bắc.
- Khi thuộc về Đại Việt (từ 1306), đầm Cầu Hai có tên Nhi Hải. " Nhi Hải hữu thần lãng, thần lãng phúc nhân chu", nghĩa là Nhi Hải có sóng thần, sóng thần nhấn chìm thuyền của dân. Vì lẽ đó, đầm Cầu hai lúc bấy giờ còn được gọi là hồ Đại Lãng (hồ có sóng lớn). Dân địa phương gọi là sông Nhi. Với sự kiện Huyền Trân trên đường vào làm vợ vua Chiêm, theo đường biển vào cửa Ô Long, nghỉ lại tại đảo Mai Vàng (nay là cồn Mai sau trường tiểu học Hiền An), sau đó theo thủy đạo nội địa lên Huế rồi đi đường bộ vượt Hải Vân vào nam, cửa Ô Long được đổi thành Tư Dung (nhớ người con gái đẹp- Huyền Trân).
- Năm 1361, quân Chiêm vào cửa Tư Dung, tiến lên đánh thành Hóa Châu. Quân, dân vùng Hóa Châu phải chiến đấu suốt 5 tháng mới  đẩy lui được giặc. Sau sự việc nầy, triều đình Nhà Trần cho lập đồn canh, tăng quân để giữ của Tư Dung.
- Tháng Giêng Tân Mão (1471), Lê thánh Tông trên đường vào đánh Chăm Pa đã vào cửa Tư Dung lập hành cung nghỉ chân, cho thủy quân ra biển luyện tập. Tháng Ba, vua đi thuyền lên ngã ba Sình thăm chùa Sùng Hóa, ở lại làng Lại Ân, ngắm cảnh sông Kim Trà (sông Hương), vua lấy một người con gái làng Hòa Duân nạp cung mang về Thăng long, sau cô nầy sinh ra hoàng tử Triệu vương. Cuối tháng Ba, thời tiết thuận lợi, vua xuất quân ra cửa Tư Dung đem đại binh vào đánh thành Đồ Bàn.  Theo ĐạiNamnhất thống chí, vua Lê Thánh Tông có nhận định về địa thế Tư Dung như sau: " Núi sông hùng vĩ lắm thay. Đời sau sẽ có kẻ anh hùng chiếm cứ chỗ này", " Nhị bách quan hà thử yếu xung" (ý nói đây là chỗ hiểm trở, hai người có thể chống nổi trăm người).
- 1527 Nhà Mạc thành lập, do kị húy vua Mạc Đăng Dung nên cửa Tư Dung đổi thành Tư Khách. Tên gọi nầy dùng cho đến năm 1592 lúc Nhà Mạc sụp đổ.
- Từ 1592 đến 1841 cửa biển lại mang tên Tư Dung.  Song song với tên chính thức,  giai đoạn nầy, cửa Tư Dung còn được gọi bằng những tên khác có tính địa phương và trong từng thời gian cụ thể như: Cửa Tử Dung, cửa Biên Hải, cửa Ông Hải thời các Chúa Nguyễn (vì các Thiền sư Minh Hoằng Tử Dung, Thiền sư Minh Châu Hương Hải thường ra vào cửa này).Thời vua Nguyễn dải cồn cát ven biển từ Thuận An đến Vinh Hiền gọi là Đại Trường Sa nên cửa Tư Dung có khi cũng được gọi là cửa Đại Trường Sa.
- 1773, Hoàng Ngũ Phúc dẫn quân Trịnh đánh chiếm Phú Xuân. Nguyễn Ánh lúc ấy 13 tuổi cùng Nguyễn Phúc Thuần chạy về đầm Cầu Hai định ra cửa Tư Dung để chạy vào Nam nhưng gặp thời tiết xấu không ra cửa được, sau đó phải theo đường bộ vượt Hải Vân chạy vào Quảng Nam.
- Tháng 5 năm 1786 (Bính Ngọ), Nguyễn Huệ vào cửa Tư Dung, theo nội thủy lên đánh chiếm Phú Xuân, đuổi quân Trịnh chạy ra Bắc.  Sau đó, thủy quân Tây Sơn lại ra cửa Tư Dung theo đường biển tiến ra Bắc lần thứ nhất với danh nghĩa phù Lê diệt Trịnh để diệt nhà Trịnh.
- Sau khi đánh thắng quân Thanh đầu mùa xuân năm Kỷ Dậu (1789), Vua Quang Trung ngự già về Tư Dung thị sát trận địa để lập kế hoạch phòng thủ chung quanh Phú Xuân. Ngô Thì Nhậm được tòng giá. Bài "Phụng chế Tư Dung hải môn tức cảnh" trong tập Thu Cận Dương Ngôn của ông có nói đến việc nầy: "Thuyền ngự đến Tư Dung. Vua sai làm thơ tức cảnh…Cửa này có núi Long, núi Ngựa nhô ra ngoài biển…Dòng nước khuất khúc như hình chữ ất đổ ra biển". Theo cách miêu tả ấy thì cửa Tư Dung mà vua Quang Trung về thị sát lúc ấy là cửa Tư Dung cũ, tức cửa dưới.
- Ngày 11/6/1801 nhằm ngày 1 tháng 5 năm Tân Dậu, Thủy quân Nguyễn Ánh do Lê Văn Duyệt và Lê Chất chỉ huy  tấn công 2 vạn quân Tây Sơn ở phòng tuyến Tư Dung - Linh Thái do phò mã Nguyễn Văn Trị chỉ huy. Quân  Nguyễn Ánh nhân đêm tối vượt bờ Hà Trung đánh bất ngờ, quân Tây Sơn thua, Nguyễn Văn Trị bị bắt sống ở Trường Hà.
- Năm 1841, cũng do kị húy, vua Thiệu Trị đổi Tư Dung thành Tư Hiền (vua Thiệu Trị có tên là Dung nhưng chữ Dung của Thiệu Trị có nghĩa là mặt trời đứng bóng). Như vậy, tên Tư Hiền chính thức có từ năm 1841. ngoài ra còn có 2 ý kiến khác có tính chất giai thoại. Một cho rằng Tư Hiền do vua Gia Long đặt tên năm 1813 cùng thời đặt tên cửa Sứt là cửa Thuân An gắn với giai thoại vua vào cửa lác đêm tối, sóng to gió lớn  nhờ cặp Rái Cá dẫn đường mà vua vào cửa an toàn. Một cho rằng Tư Hiền do vua Minh Mạng đặt với giai thoại cửa bị hẹp cạn là trời giúp vua dễ phòng thủ (tàu chiến của giặc khó vào cửa để tiến lên kinh đô). Việc năm 1841 Thiệu trị đổi tên Tư Dung thành Tư Hiền được nhiều sử sách ghi chép cụ thể, còn Gia Long và Minh Mạng  đặt tên Tư Hiền chỉ là các giai thoại truyền khẩu.
- Mùa Thu năm Quý Dậu (1873). Nhận lệnh của vua Tự Đức, Bùi Viện theo thuyền ra cửa Tư Hiền để đi đến các nước tìm hiểu, học tập văn minh kỹ thật để về cải cách, xây dựng đất nước.
Tóm lại, từ khi  đầm Cầu Hai hình thành thời Holoxen muộn cho đến ngày nay có tất cả ba vị trí cửa biển đã được ghi chép. Cửa biển đầu tiên, xưa nhất được nói đến là cửa Ma Á ở Vinh Hải cùng thời với cửa Thuận An cổ ở Thai Dương.
Trước 1403 rất lâu cửa Ma Á và Thuận An cổ bị lấp thì cửa ở Vinh Hiền hình thành sát mũi Chân Mây Tây, lúc bấy giờ không rõ có tên là gì. Thời thuộc Chiêm Thành cửa nầy có tên Ô Long Hải Khẩu.  khi thuộc Đại Việt (1306) được đổi tên là Tư Dung. Thời Nhà Mạc gọi là Tư Khách. Nhà Mạc sụp đổ cửa lại mang tên Tư Dung cho đến năm 1841 thì đổi thành Tư Hiền. Từ 1404 trở về sau,  cửa Tư Dung thường lấp mở và thay đổi vị trí. Khi thì sát mũi Chân Mây Tây, khi thì gần Núi Phụ An (núi Đồng Đò). Vì lẽ đó mà dân gian gọi là cửa cũ, cửa mới hoặc cửa dưới, cửa trên, sau nầy còn gọi cửa Đầm, cửa Lộc Bình để chỉ cửa phía dưới và cửa Tư Hiền để chỉ cửa trên. Trong sử sách, tư liệu người ta thường dùng tên Tư Dung hoặc Tư Hiền để gọi chung cho 2 cửa biển ở 2 vị trí khác nhau ấy. Để giúp người đọc xác định vị trí cửa biển tôi xin mạo muội liệt kê  như sau:
1404, lũ lớn, xé bãi cát bờ biển ở Thuận An, mở lại cửa Thuận An. Khị có Thuận An thì Tư Dung dưới trở thành cửa phụ.
1467, (Đinh Hợi), cửa Tư Dung dưới bị cạn được triều đình Nhà Lê cho nạo vét, khơi sâu.
1733, cửa Tư Dung dưới bị hẹp, cạn  Chúa Nguyễn Phúc Chu cho khơi sâu rộng và kè cửa biển.
Tháng 8/1811 (Tân Mùi), bão lớn, nước phá bờ biển gần chân núi Phụ An mở thêm cửa Tư Dung trên (cửa mới). Cửa Tư Dung dưới (cửa cũ) cũng được mở rộng thêm 27 trượng, 5 thước; sâu 7 thước, nhưng năm sau lại bị bồi lấp cạn, hẹp như trước. Hình thành cùng lúc 2 cửa biển Tư Dung.
1812, cửa Tư Dung dưới thu hẹp và cạn dần.
Tháng 5/1823 (Quý Mùi), Tư Dung dưới chỉ còn khe nước có thể lội qua.
1824, Vua Minh Mạng cho khơi đào  cửa Tư Dung dưới. Nhưng vài tháng sau, bị bồi lấp chỉ còn lại con lạch nhỏ.
1841, Vua Thiệu Trị đổi tên cửa Tư Dung (lúc nay là Tư Dung dưới) thành cửa Tư Hiền. Từ 1841 về sau, tôi gọi là Tư Hiền thay cho Tư Dung.
Tháng 10/1844 (Giáp Thìn), Tư Hiền trên bị bồi lấp.
Từ 1844 - 1904 cửa Tư Hiền là cửa dưới.
1904 (Giáp Thìn), bão, lụt lớn mở lại cửa Tư Hiền trên. Sau đó chưa rõ năm nào trên bị bồi lấp cạn, Tư Hiền dưới được khai thông trở lại.
1930 (Canh Ngọ), mưa dầm, lũ lớn mở rộng cửa Tư Hiền dưới.
1953 (Quý Tị), lũ rất lớn,  mở Tư Hiền trên. Cát lấp ngang đoạn sông từ cửa trên về cửa dưới chừng vài trăm mét, biến đoạn sông còn lại thành đầm nước lớn với chiều dài hơn 2 km, Tư Hiền dưới thành con lạch nhỏ để nước trong đầm ấy chảy ra biển.
1978, Tư Hiền trên cạn, hẹp dần.
1979, Tư Hiền trên bị lấp hẳn. Chính quyền huy động dân các xã thuộc huyện Phú Lộc khai thông lại Tư Hiền dưới.
Tháng 8/1985, bão số 8, Tư Hiền dưới mở rộng như trước 1982.
1990, cửa Tư Hiền trên mở.
1993, cửa Tư Hiền trên cạn dần và tự lấp lại vào năm 1994.
Tháng 10/1999 (Kĩ Mão), cơn đại hồng thủy lịch sử mở lại cửa Tư Hiền trên rộng tới 500m. Do mưa lớn dồn dập nhiều ngày, cơn lũ lịch sử này đã làm cuốn trôi một ngôi làng ở gần cửa Thuận An ra biển và mở ra một cửa mới có tên là Hoà Duân. Lũ này cũng khơi thông lại cửa Vinh Hải. Về sau 2 cửa Hoà Duân và Vinh Hải được chính quyền huy động lấp bỏ.
2005, do hạn lâu ngày, cửa Tư Hiền trên  hẹp dần chỉ còn khoảng 160m.
2009, bão số 9 gây lũ lớn làm mở lại cửa Vinh Hải vài ngày rồi tự lấp lại.
2013-2014, cửa Tư Hiền trên bị cạn khiến tàu thuyền ra vào khó khăn, nên chính quyền mở dự án nạo vét và lấy đi hàng ngàn khối cát nhưng đến nay vẫn chỉ khắc phục được phần nào.
2017, do ảnh hưởng của hoàn lưu bão số 12 và không khí lạnh gây mưa lũ lớn trên diện rộng làm cửa Vinh Hải mở trở lại vài ngày rồi tự lấp lại.
Hiện nay (2025), Tư Hiền trên vẫn tồn tại và là cửa thoát nước duy nhất của đầm Cầu Hai ra biển.
Theo Ngô Văn Ánh khảo cứu, Trần Nhật Minh bổ sung và chỉnh sửa (2015).

## Liên kết

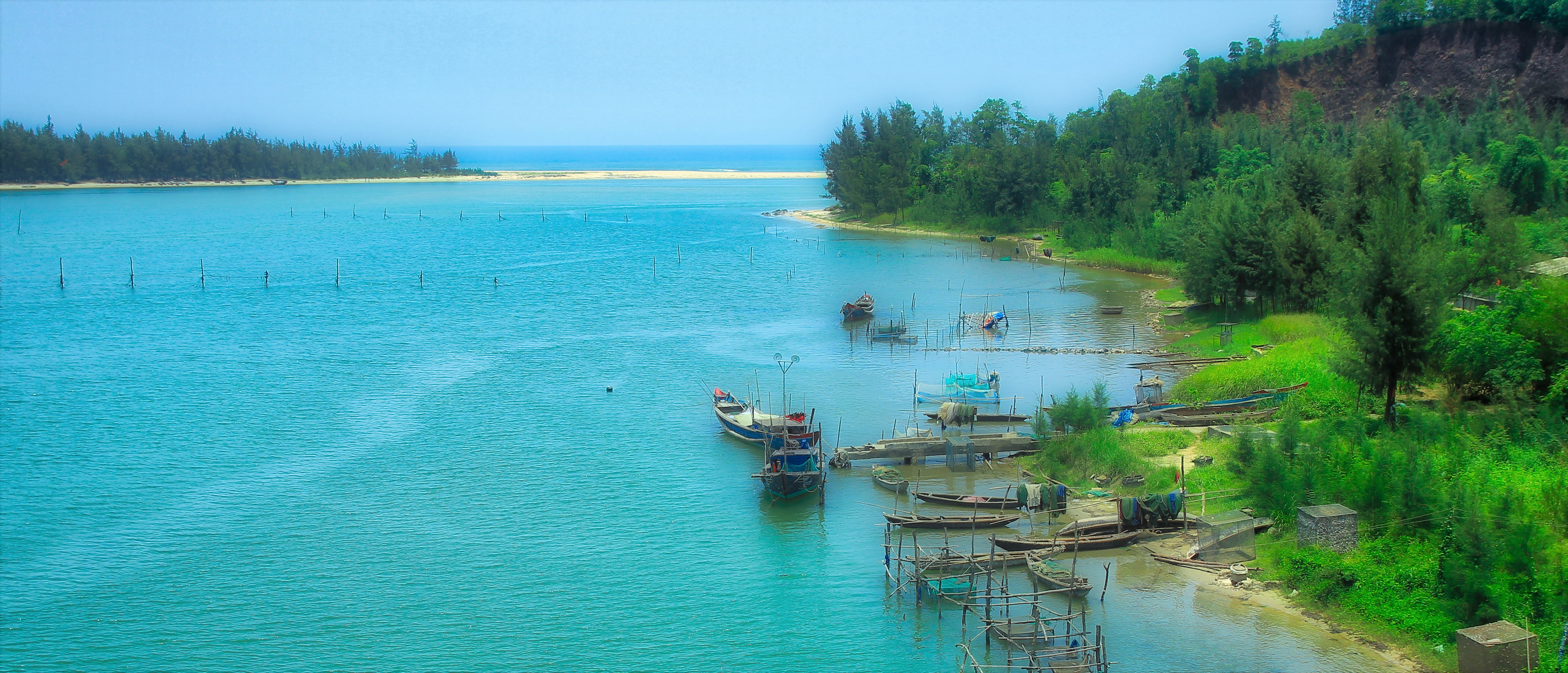
Cửa Tư Hiền

- Núi và chùa Túy Vân